# Великі Будки (Вільшанська сільська громада)
Великі Будки́ — село в Україні, у Роменському районі Сумської області. Населення становить 506 осіб. Входить до складу Вільшанської сільської громади.

## Назва
Малі та Великі Будки — місця колишніх будних станів.
Головний продукт цього виробництва — поташ, який широко використовувався з давніх часів, як миючий засіб, був продуктом переробки деревного попелу. Для виробництва одного пуду (16 кг.) поташу необхідно було переробити 17 пудів попелу. Інтенсивний розвиток будництва в нашому краї припадає на кінець XVI — першу половину XVII століття. Головним чинником, що сприяв його росту, був високий попит за кордоном на продукцію поташного промислу — «фальбу» (деревну золу, доведену до певної кондиції), «смальцований попіл» (перепалену в печах фальбу), а також кальцинований поташ потрібний для виробництва мила, селітри, скла, сукна, фарб та відбілювачів, для миття вовни і в табачному виробництві.

## Географія
Село Великі Будки знаходиться на березі річки Терн в місці впадання її в річку Сула, вище за течією на відстані 1 км розташоване село Деркачівка, на протилежному березі річки Сула розташоване село Філонове. Річки в цьому місці звивиста, утворює лимани, стариці і заболочені озера.

## Історія
Село Великі Будки відоме з XVIII століття.
На південній, північно-західній та північно-східній околиці села виявлено поселення бронзового, ранньої залізної доби та раннього середньовіччя, а навпроти села, у дубовому лісі, — курганний могильник.
Біля села виявлено поселення колочинської культури (VII століття).
12 червня 2020 року, відповідно до розпорядження Кабінету Міністрів України № 723-р «Про визначення адміністративних центрів та затвердження територій територіальних громад Сумської області», село увійшло до складу Вільшанської сільської громади.
19 липня 2020 року, в результаті адміністративно-територіальної реформи та ліквідації  Недригайлівського району, громада увійшла до складу новоутвореного Роменського району.

## Політика

### Парламентські вибори, 2019
На позачергових парламентських виборах 2019 року у селі функціонувала окрема виборча дільниця № 590364, розташована у приміщенні будинку культури.
Результати
зареєстровано 426 виборців, явка 60,80%, найбільше голосів віддано за «Слугу народу» — 54,09%, за Всеукраїнське об'єднання «Батьківщина» — 11,28%, за «Силу і честь» — 7,78%. В одномандатному окрузі найбільше голосів отримав Максим Гузенко (Слуга народу) — 44,40%, за Анатолія Свирида (самовисування) — 19,20%, за Віктора Ладуху (Всеукраїнське об'єднання «Батьківщина») — 16,80%.

## Населення

### Мова
Розподіл населення за рідною мовою за даними перепису 2001 року:
| Мова       | Кількість | Відсоток |
| ---------- | --------- | -------- |
| українська | 794       | 98.02%   |
| російська  | 13        | 1.73%    |
| білоруська | 2         | 0.25%    |
| Усього     | 810       | 100%     |

## Уродженці
- Бобошко Костянтин Матвійович — Герой Радянського Союзу.
- Лисенко Руслан Вікторович (нар. 18 травня 1976 — український біатлоніст, учасник трьох Олімпійських ігор 1998, 2002 та 2006 років, чемпіонатів світу, учасник та призер етапів кубка світу з біатлону, дворазовий призер чемпіонатів Європи з біатлону.
- Матяш В'ячеслав Миколайович (нар. 30.10.1980) — військовослужбовець Державної прикордонної служби України, майор. Загинув в травні 2022 року в Азовсталі.